# Hirvolanselkä
Hirvolanselkä är en sjö i Finland.   Den ligger i landskapet Södra Savolax, i den sydöstra delen av landet, 280 km nordost om huvudstaden Helsingfors. Hirvolanselkä ligger 64 meter över havet.